# 蘇拉威西櫛精器魚
蘇拉威西櫛精器魚，為輻鰭魚綱銀漢魚目精器魚科的其中一種，分布於中西太平洋印尼蘇拉威西島半鹹水域，為熱帶魚類，體長可達1.9公分，棲息在沿岸泥底質表層水域，生活習性不明。

## 擴展閱讀
維基物種上的相關：蘇拉威西櫛精器魚